# Ватнсдалюр
Ватнсдалюр (исл. Vatnsdalur) — долина на севере Исландии. Расположена к югу от города Блёндюоус и к юго-востоку от озера Хоуп в округе Эйстюр-Хунаватнссисла. Долина лежит между горами Видидальсфьятль и Ватнсдальсфьятль; протяжённость долины примерно 25 км.
В долине находится вытянутое озеро площадью 2.6 км². Это естественное водохранилище, возникшее в результате оползня Bjarnastaðaskríða с горы Ватнсдальсфьятль. Раньше на этом месте располагались поросшие травой болота с небольшими озёрами и прудами, названия которых неизвестны.
Как говорят, в ландшафте Исландии есть три достопримечательности, которые невозможно пересчитать: озёра на Арнарватнсхейди, острова Брейда-фьорда и холмы долины Ватнсдалюр. Эти холмы возникли вследствие частых оползней с горы Ватнсдальсфьятль. Особо крупными были оползни 1545 г. и 1720 г. Во время первого погибло 14 человек. Последний крупный засвидетельствованный оползень в этой области произошел в 1811 г.; была разрушена местная церковь. Большая часть данных холмов, называемая Ватнсдальсхоулар, в общей сложности занимает площадь 40 км².
В долине происходило действие одной из саг об исландцах, Vatnsdæla saga. Она рассказывает об Ингимунде, первом поселенце родом из Норвегии и о его сыновьях. Они стали первыми поселенцами в этом регионе и поразились обилию свежей травы и красоте холмистого ландшафта.
Исландским археологам удалось идентифицировать поселение, в котором находилась описанная в саге усадьба.